# Jerry Moran
Jerry Moran (Great Bend, 29 de maio de 1954) é um político estadunidense, exerce o cargo de Senador pelo Estado do Kansas, juntamente com Pat Roberts. Entre 1997 e 2011, fez parte da Câmara dos Representantes.